# باز أوراسي
الباز الأوراسي أو كما كان يُعرف سابقًا الباز الشمالي (الاسم العلمي: Accipiter  gentilis)، هو طائر جارح متوسط الحجم من الفصيلة البازية. وهو طائر واسع الانتشار في الأجزاء الدافئة من أوراسيا وأغلب الجمهرات مُقيمة ومُستقرة طول السنة غير أن الطيور من المناطق الأكثر برودة تهاجر جنوبًا في الشتاء. في سنة 2023 لم تعد تُعد البيزان في أمريكا الشمالية من هذا النوع الذي كان يعرف سابقًا بالباز الشمالي ووُضعت في نوع منفصل تحت اسم الباز الأمريكي (الاسم العلمي: Accipiter atricapillus).

## التوزيع والموطن
يعيش الباز الشمالي في أروبا وشمال أسيا وأمريكا الشمالية وبعض أجزاء شمال أفريقيا وهو من أكثر طيور الباز انتشارا في العالم. ويفضل هذا الطائر العيش في الغابات مثل غابات الصنوبر أو البلوط.

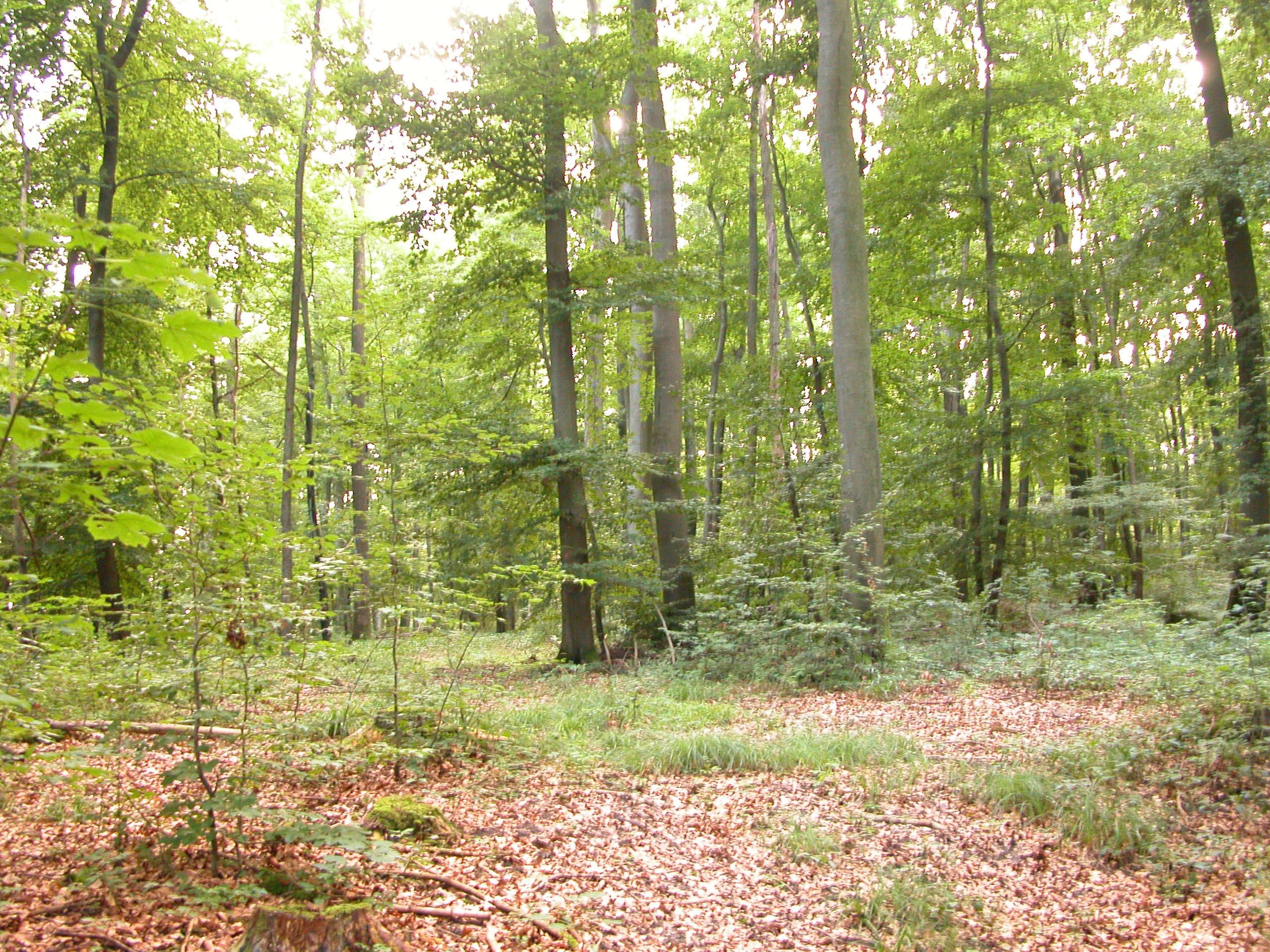
مثال عن الأماكن المفضلة للعيش لدى الباز الشمالي

## الوصف

### الحجم
الذكور الباز الشمالي يتراوح طولها من 46 إلى 61 سم و الوزن 655 غرام إلى 1.2 كيلوغرام و باع الجناح من 89 إلى 105 سم.

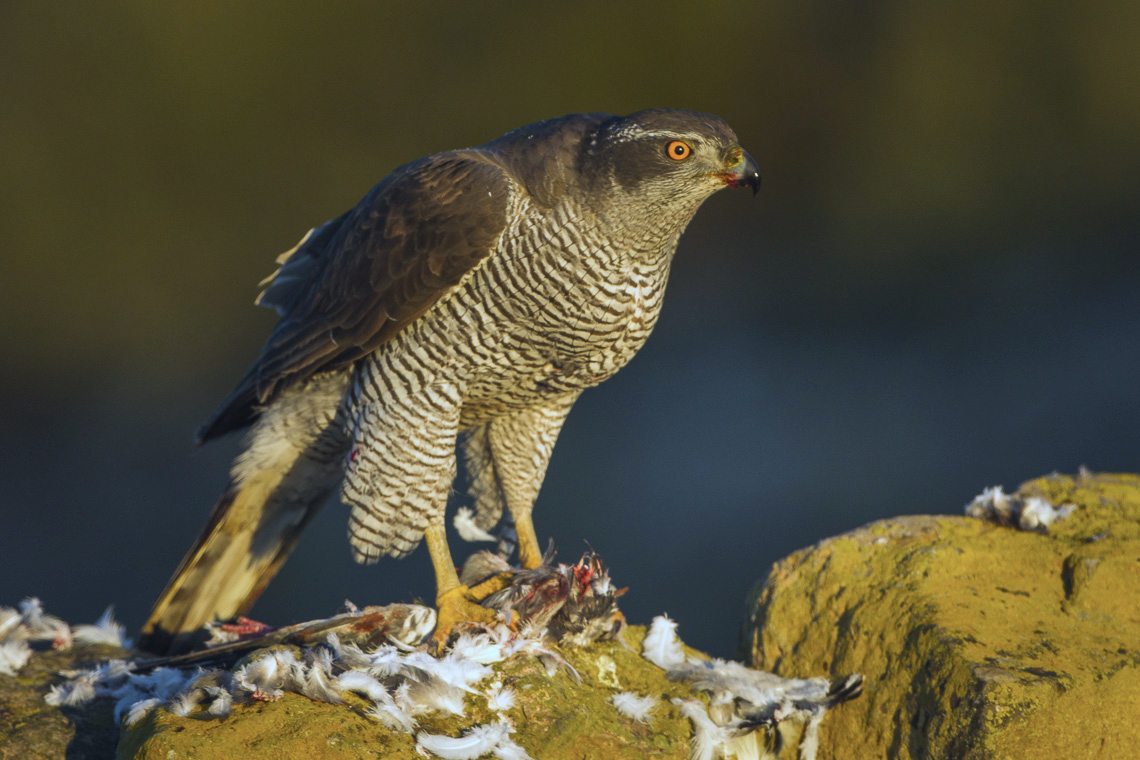
باز شمالي في كتالونيا، إسبانيا

بينما الإناث أكبر بنسبة 28 بالمئة من الذكور يتراوح طولها من 58 إلى 69 سم و الوزن من 755 غرام إلى 1.5 كيلوغرام و باع الجناح من 108 إلى 127 سم.

### المظهر
الطيور البالغة تتمتع بلون رمادي داكن مزرق في الجزء الأعلى و لون أبيض شاحب مع خطوط داكنة عريضة في الجزء السفلي و لديها حاجب ذو لون أبيض فوق العين و تمتلك عيون برتقالية مائلة للحمرة .

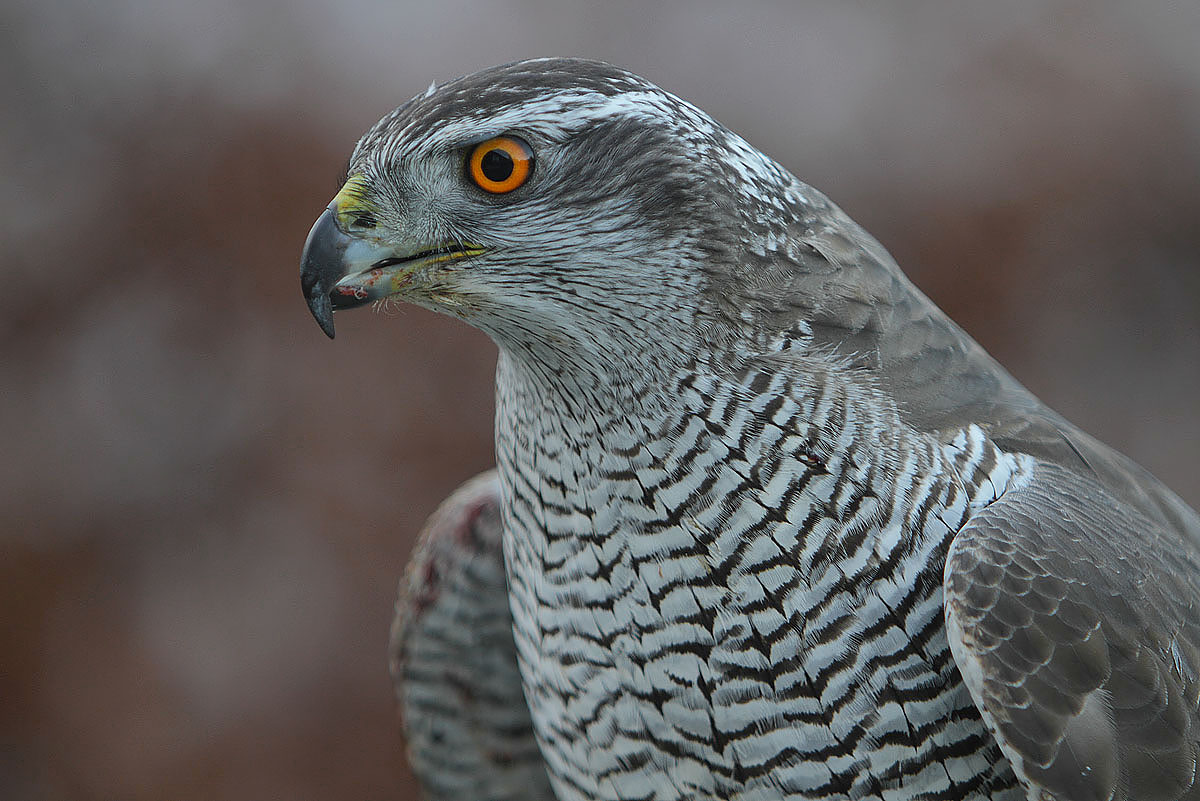
وجه باز شمالي بالغ

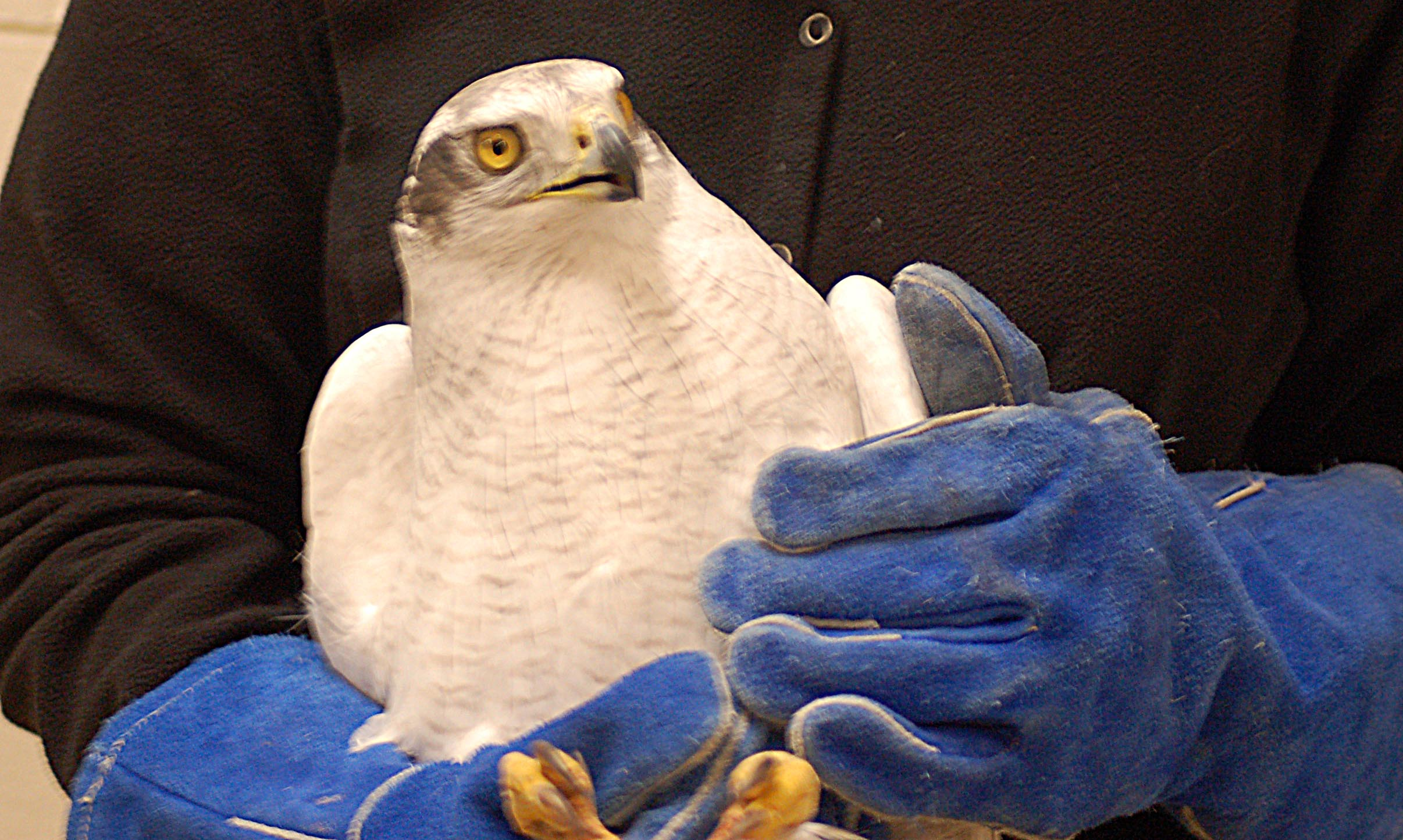
السلالة السيبيرية للباز الشمالي لونها أبيض مع بعض الرمادي الفاتح

بينما الطيور اليافعة تمتلك لون بني في الجزء العلوي و أبيض مصفر مع خطوط بنية داكنة أفقية في الجزء السفلي و و عيونها صفراء و تحتاج 3 سنوات لتبلغ و تحصل على ريش البالغين.

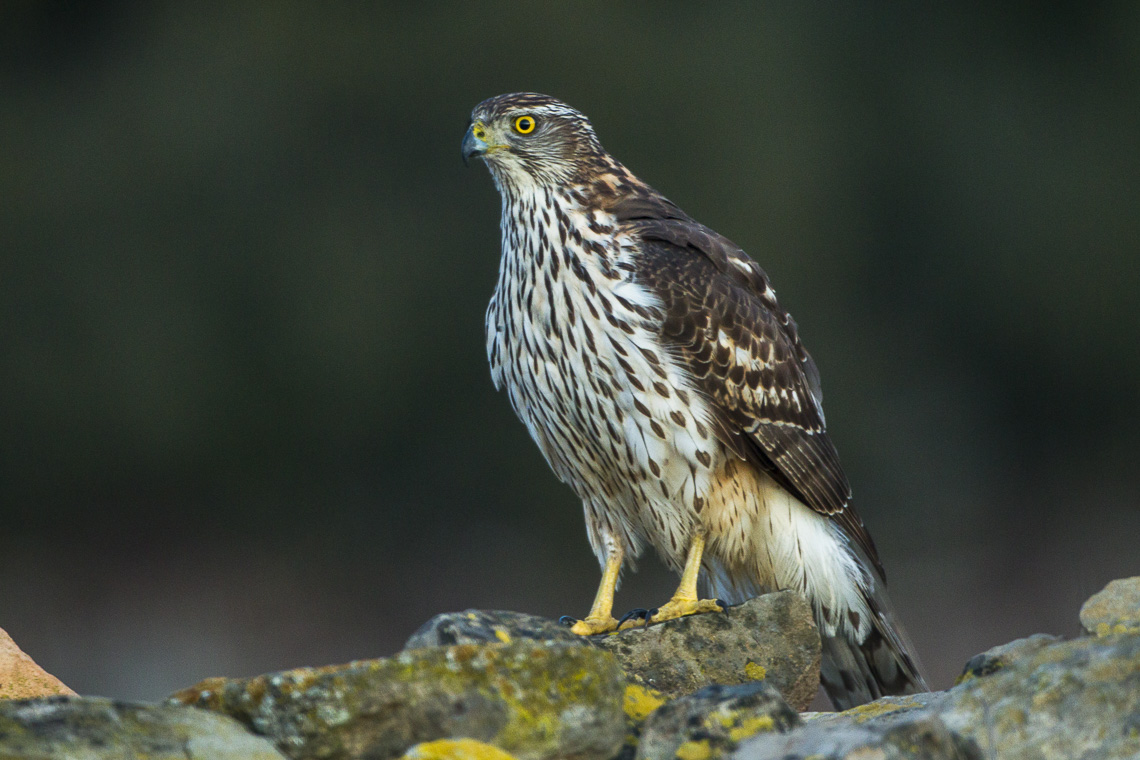
باز شمالي يافع

للباز الشمالي أجنحة عريضة ومستديرة وذيل طويل و هذا عامل مساعد للمناورات السريعة أثناء الصيد في الغابات الكثيفة.

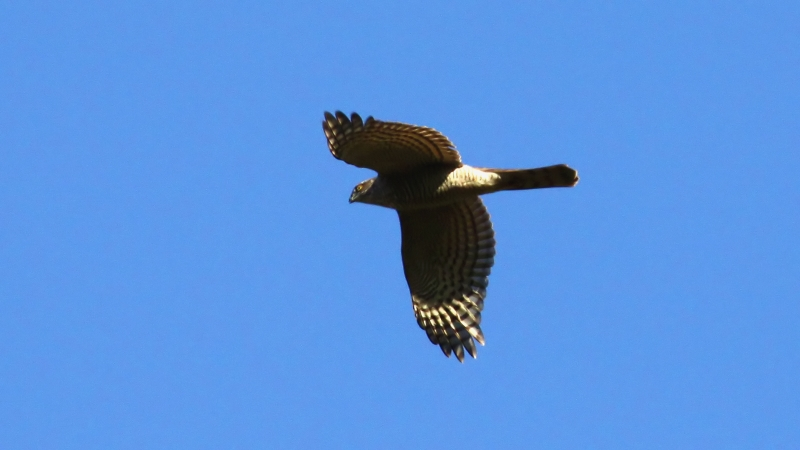
باز شمالي يافع أثناء الطيران

### العمر الافتراضي
في البرية من 8 إلى 16 سنة على الأقل
و قد تعيش 20 سنة في الأسر

## الغذاء
تأكل طيور الباز الشمالي في العادة الطيور متوسطة الحجم مثل الغربان و البط البري و طائر التدرج و الحجل و الثدييات الصغيرة مثل السناجب والأرانب و القواع.

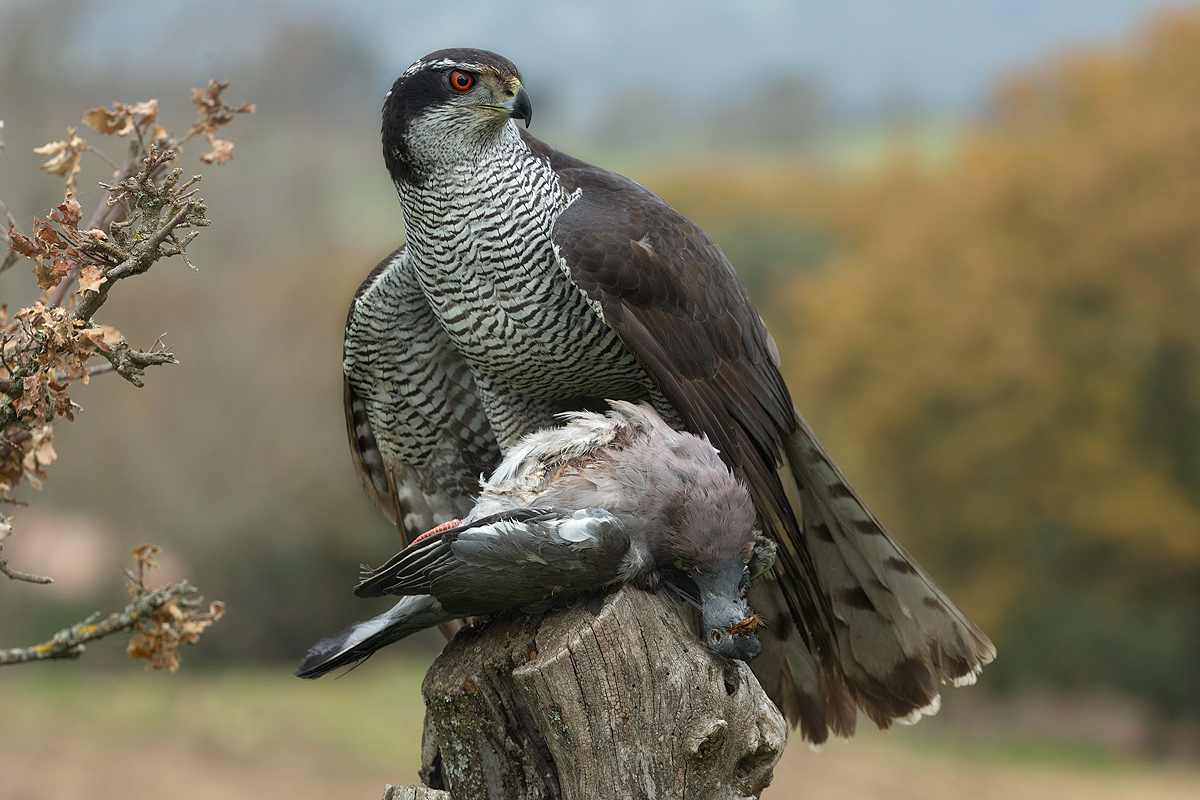
باز شمالي و هو ممسك بحمامة

يصطاد طائر الباز داخل الغابة بواسطة الطيران السريع وغالبًا ما يلتف بين الفروع و الأغصان بمهارة شديدة في المطاردة
و تصل سرعته إلى 61 كيلومتر في الساعة.

## التكاثر
طائر الباز الشمالي يتزاوج مع انثى واحدة طول حياته و فترة التزواج من فبراير إلى أوائل أبريل أي في فصل الربيع. تضع الأنثي من بيضة واحدة إلى خمس بيضات و تتراوح فترة الحضانة من 28 إلى 37 يومًا, تبدأ محاولات الطيران الأولى للفراخ من 35 إلى 42 يوما. يصلون إلى الاستقلال بعد حوالي 70 يومًا من الفقس . تتفرق معظم الفراخ من منطقة العش بين 65 و 90 يومًا.

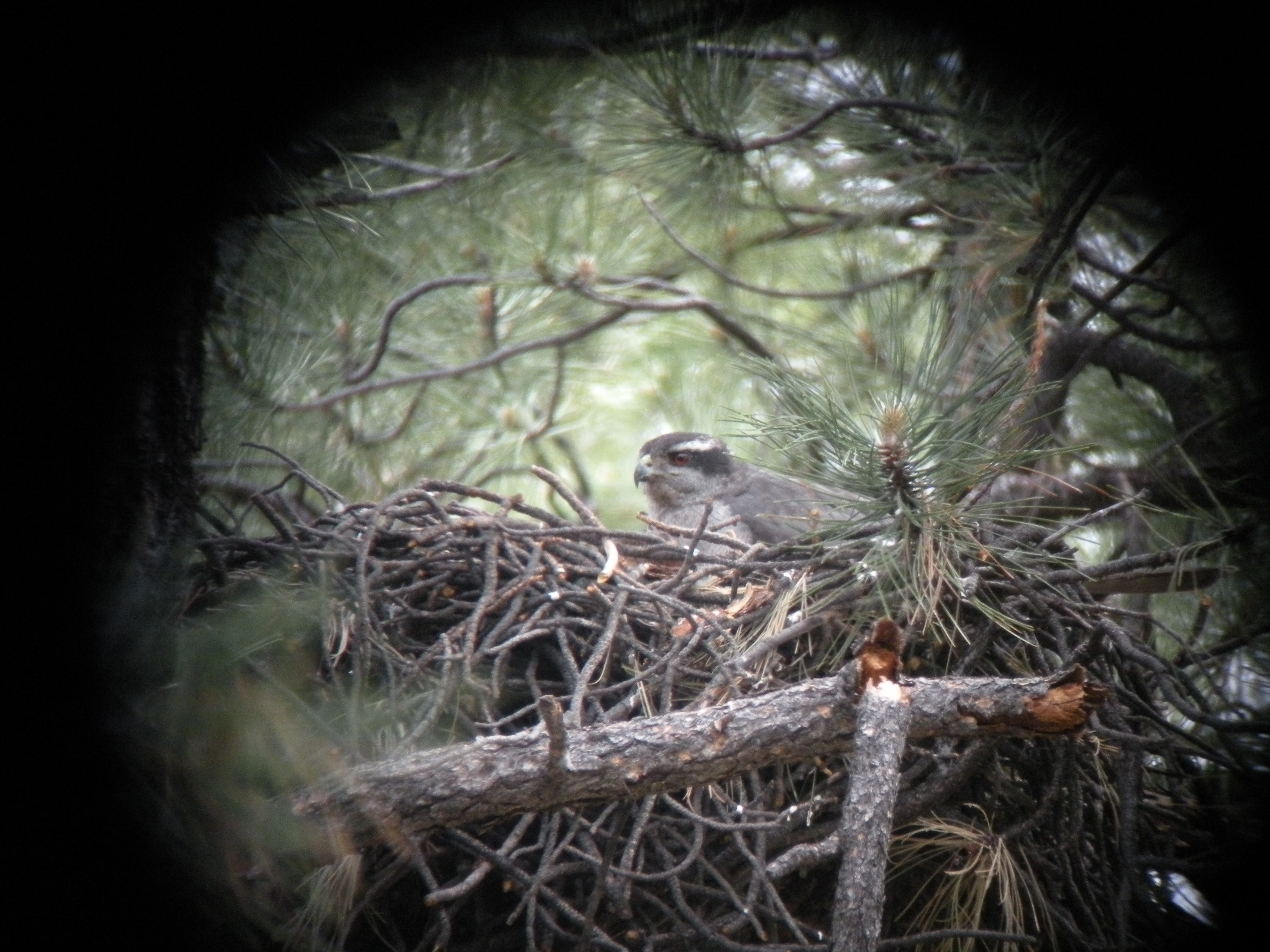
باز شمالي في عشه

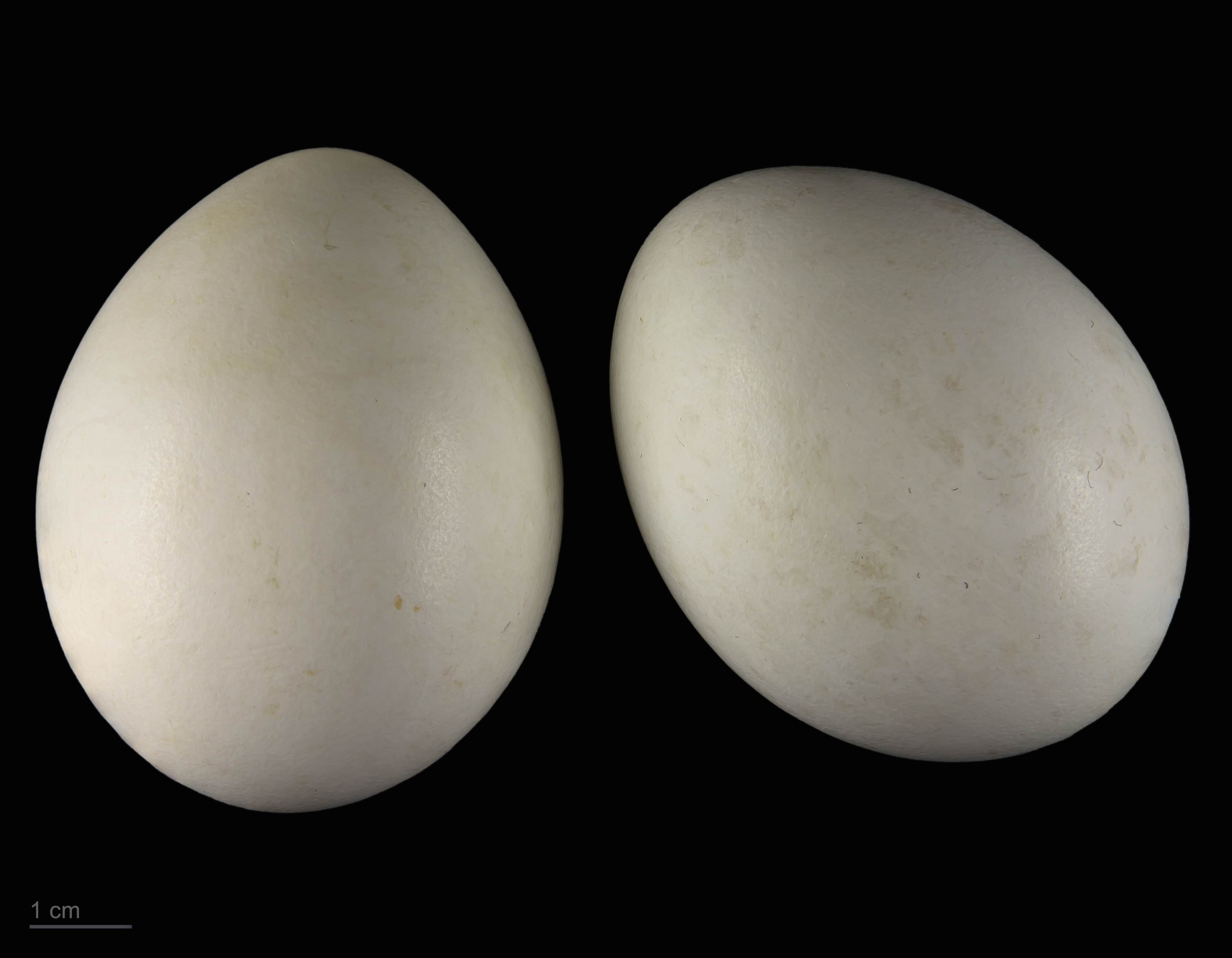
بيض الباز الشمالي